# Entropia del programari
L'entropia del programari és la mesura de desordre del programari que reflecteix la complexitat del seu manteniment. Ja que a mesura que es fan modificacions o s'agrega nou codi aquest va perdent la seva estructura inicial i augmenta la seva entropia.
Un treball d'enginyeria del programari d'Ivar Jacobson et al. descriu l'entropia del programari com segueix:
La segona llei de la termodinàmica, en principi, afirma que el desordre d'un sistema tancat no pot reduir-se, només pot romandre sense canvis o augmentar. Una mesura d'aquest desordre és l'entropia. Aquesta llei també sembla plausible per als sistemes de programari; Quan un sistema és modificat, la seva desordre o entropia, tendeix a augmentar. Això és conegut com a entropia del programari.
En desenvolupament de programari, hi ha teories similars; veure a Lehman (1985), qui va proposar una sèrie de lleis, dels quals dos eren, bàsicament, com segueix:
1. Un programa en ús es modificarà.
2. Quan un programa és modificat, la seva complexitat augmenta, sempre que no es treballi activament en contra d'això.

Andrew Hunt i David Thomas utilitzen la metàfora reparant finestres trencades de criminologia per evitar l'entropia del programari en el desenvolupament de software.
El procés de refactorització de codi pot reduir gradualment l'entropia del programari.